# 植村寿朝
植村 寿朝（うえむら ひさとも、元文元年（1736年） - 宝暦3年10月9日（1753年11月3日））は、上総勝浦藩の嫡子。出羽庄内藩主・酒井忠寄の四男。勝浦藩第3代藩主・植村恒朝の娘と婚約し、その養子となる。
寛延4年（1751年）8月に養父が改易されたため、寿朝も連座して処罰されたが、宝暦3年（1753年）に罪を許され、2000俵取りの小普請として家名再興を果たした（植村五郎八家）。しかし、同年18歳で早世した。その跡は、末期養子の植村泰高（内藤正熹の子）が継いだ。